# BAU Centre Universitari d'Arts i Disseny
BAU, Centre Universitari d'Arts i Disseny de Barcelona és un centre educatiu universitari especialitzat en art i disseny a Barcelona. Es troba al Districte 22@ i compta amb dues seus al carrer de Pujades (118 i 128). De titularitat privada, va ser fundat el 1989 com escola superior de disseny. El 2009 va ser adscrita a la Universitat de Vic - Universitat Central de Catalunya, incorporant-se al marc universitari europeu.
BAU va ser fundat el 1989 pels dissenyadors Elisabeth Plantada i Enric Batlle. El 2003, la institució va traslladar la seva seu al barri barceloní del Poblenou, amb motiu de l'emergent terciarització basada en l'economia de les TIC al barri. L'actual edifici era un antic magatzem industrial de draps en actiu des de principis del segle xx.

## Esdeveniments
- Llum BCN: festival anual d'instal·lacions públiques d'il·luminació experimental celebrat a Barcelona, en què BAU participa.[5][6]